# Chroogomphus helveticus
Chroogomphus helveticus är en svampart som först beskrevs av Rolf Singer, och fick sitt nu gällande namn av Meinhard (Michael) Moser 1967. Chroogomphus helveticus ingår i släktet Chroogomphus och familjen Gomphidiaceae.   Inga underarter finns listade i Catalogue of Life.

## Bildgalleri

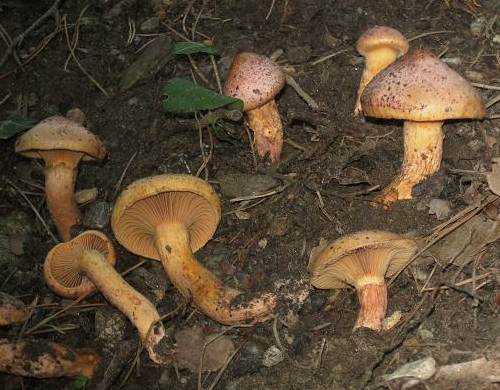